# 왕바랭이
왕바랭이(Eleusine indica)는 벼과의 한해살이풀이다.

## 분포
원래 북아프리카와 인도가 원산이나 지금은 전 세계의 온대에서 열대에 걸쳐 널리 분포한다. 양지바른 곳이면 어디에서나 볼 수 있고, 포장도로의 갈라진 틈이나 포석 사이에도 나는 생명력이 강한 잡초이다.

## 생태
한해살이풀로 높이는 30~50cm 정도이다. 줄기는 약간 편평하고 아래쪽이 다소 비스듬히 올라가며 성기게 분지한다. 잎은 선녹색으로 줄기의 밑동 또는 마디에 달리는데 줄기처럼 매우 질기며 길이 20cm 전후의 선형으로 둘로 접혀 있다. 가장자리에 털이 드문드문 나고 칼집도 편평하다. 꽃은 여름에서 가을에 걸쳐 줄기 끝에 핀다. 꽃차례는 2~6개의 잔가지가 다발모양으로 되어 있고, 가지는 길이 8cm 정도이며, 비스듬히 벌어진다. 각 가지의 아래쪽에는 녹색의 작은이삭이 빽빽이 달린다. 작은이삭은 길이 6mm 정도이고 2개의 작은 포영과 몇 개의 작은 꽃이 달린다. 큰 포기를 이루며 전체에 향기가 있다.

## 쓰임새
인도 등에서는 식량이 부족할 때 식용으로 쓰기도 하며 열대지역에서는 목초로 쓴다.